# Srečko Bukovski
Srečko Bukovski, slovenski veteran vojne za Slovenijo.         

## Odlikovanja in nagrade
Leta 2006 je prejel častni znak svobode Republike Slovenije z naslednjo utemeljitvijo: »za izjemne zasluge pri uveljavljanju in obrambi samostojnosti in suverenosti Republike Slovenije«. Je tudi prejemnik "Medalje zaslug za narod" bivše SFRJ in prejemnik  priznanj Ministrstva za notranje zadeve Republike Slovenije ter Policijskega veteranskega društva Sever.